# Kuchibiru ni uta o
Kuchibiru ni uta o (くちびるに歌を) é um filme japonês do género drama musical, realizado por Takahiro Miki e escrito por Yūkiko Mochiji e Yūichi Toyone, com base no manga homónimo de Taishi Mori, que foi baseado no romance homónimo de Eiichi Nakata. Foi protagonizado por Yui Aragaki e estreou-se no Japão a 28 de fevereiro de 2015.

## Elenco
- Yui Aragaki como Yuri Kashiwagi
- Fumino Kimura como Haruko Matsuyama
- Kenta Kiritani como Tetsuo Tsukamoto
- Hikari Ishida
- Tae Kimura
- Hisashi Igawa
- Yuri Tsunematsu
- Shota Shimoda
- Wakana Aoi
- Kyoka Shibata
- Mayu Yamaguchi
- Hayato Sano
- Hibiki Muroi